# Parcs et jardins d'Évreux

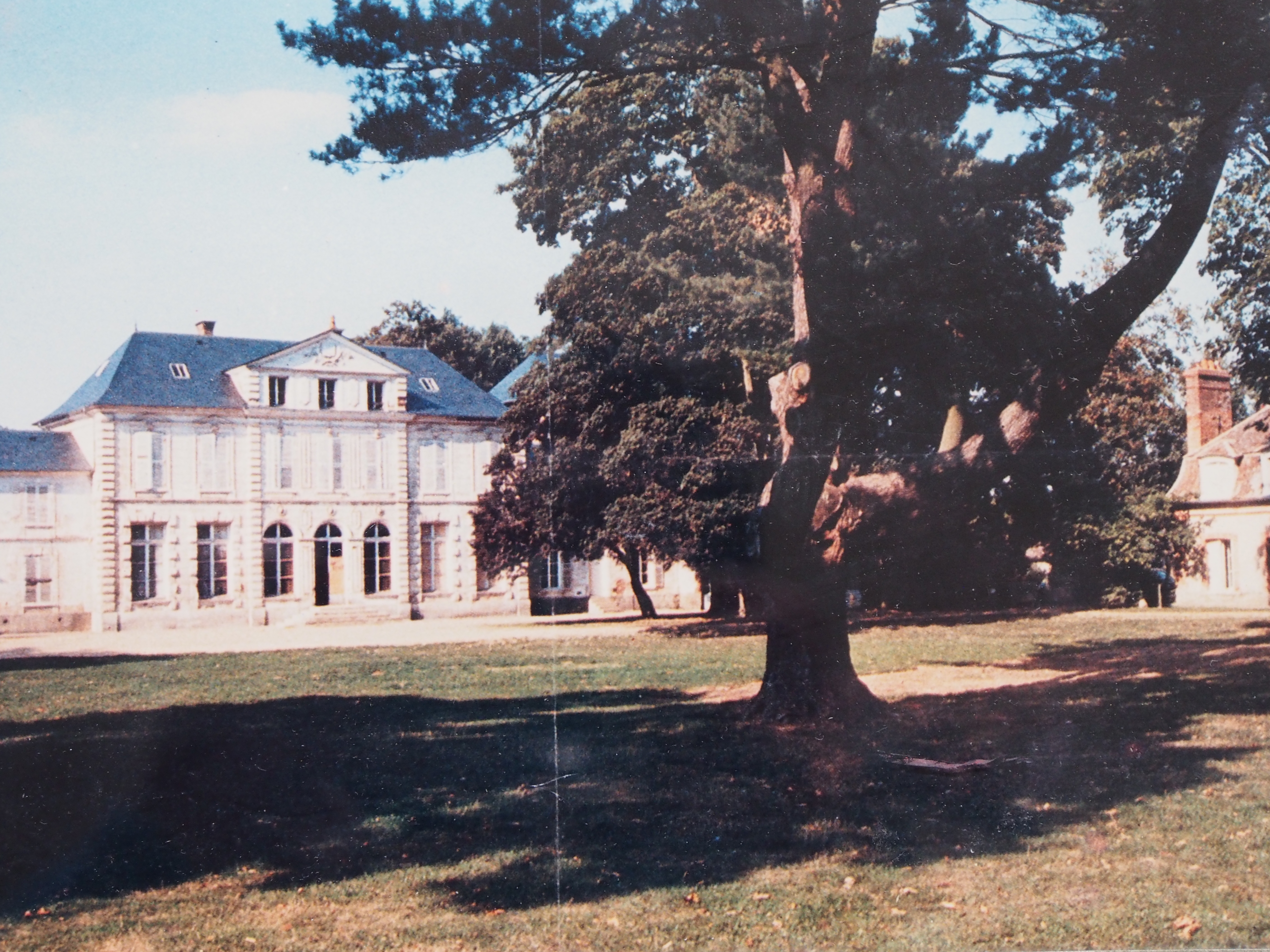
Parc du château de Trangis à Évreux

Évreux compte de nombreux jardins botaniques, qui en font d'un point vue écologique l'une des villes les plus vertes de Normandie,,. La municipalité d'Évreux s'oriente de plus en plus vers une gestion durable des espaces verts de manière différenciée en tenant compte du microclimat et la micro-géologies. En 2023, la ville distribue des plantes gratuitement aux habitants[pertinence contestée].

## Liste de jardins botaniques

### Centre-ville
- Jardin botanique d'Évreux, célèbre pour ses vignes qui appartiennent à la ville[6].
- Jardin de l'évêque[7]
- Miroir d'eau et île adjacente[7]

### Saint-Michel d'Évreux
- Forêt d'Évreux
- Jardin des coteaux de Saint-Michel[8]

### La Madeleine/Netreville
- Jardin des coteaux de la Madeleine
- Jardin du château de Trangis[9]
- Jardin de l'Institution Notre-Dame Saint-François avec sa ruche et son élevage de brebis, censées entretenir le domaine[10].

### Navarre/Cambole
- La Voie verte